# Carolyn Parker
Pour les articles homonymes, voir Parker.
Carolyn Beatrice Parker (née le 18 novembre 1917 à Gainesville en Floride et morte le 17 mars 1966 dans la même ville) est une physicienne américaine. Elle a travaillé de 1943 à 1947 sur le projet Dayton, la branche de recherche et développement sur le plutonium du projet Manhattan. 

## Jeunesse et éducation
Carolyn Beatrice Parker naît à Gainesville (Floride), le 18 novembre 1917, dans une famille catholique romaine. Son père est Julius A. Parker, un médecin qui, selon sa famille, était un étudiant de John Kenneth Galbraith et le deuxième afro-américain à recevoir un doctorat en affaires de l'université Harvard. Sa mère est Della Ella Murrell Parker, dont la sœur, Joan Murrell Owens, biologiste marine a été l'une des premières femmes afro-américaines à recevoir un doctorat en géologie.  
Carolyn Parker est l'une de leurs six enfants, cinq d'entre eux ont reçu des diplômes en sciences naturelles ou en mathématiques. Mary Parker Miller obtient une maîtrise ès sciences en mathématiques de l'université de New York en 1975 ; Juanita Parker Wynter est titulaire d'un baccalauréat ès sciences en mathématiques et en chimie et d'une maîtrise ès sciences de l'université de New York ; Julie Leslie Parker est titulaire d'un baccalauréat ès sciences en mathématiques de l'université Fisk et d'une maîtrise en technologie médicale du Meharry Medical College ; et Julius Parker Jr a une maîtrise en chimie de l'université du Michigan. La sixième enfant, Martha Parker, a étudié les sciences sociales, obtenant une maîtrise de l'université Temple.  
Carolyn Parker obtient son Bachelor of Arts de l'université Fisk en 1938, magna cum laude, puis un Master of Arts en mathématiques de l'université du Michigan en 1941. 
Elle entreprend d'autres études de 1946 à 1947 à l'université d'État de l'Ohio, vers la fin de son temps sur le projet Dayton. Elle obtient une maîtrise en physique du Massachusetts Institute of Technology (MIT) en 1951. La famille de Parker rapporte qu'elle avait terminé les cours pour son doctorat en physique au MIT vers 1952 ou 1953, mais que la leucémie l'empêchait de défendre sa thèse.  

## Carrière
Parker a enseigné dans des écoles privées à Rochelle (Floride) de 1938 à 1939, à Gainesville (Floride) de 1939 à 1940 et à Newport News (Virginie) de 1941 à 1942. Elle est professeur de physique et mathématiques au Bluefield State College de 1942 à 1943.  
De 1943 à 1947, Parker est physicienne de recherche sur le projet Dayton, à la base aérienne Wright-Patterson à Dayton, Ohio. Le projet Dayton fait partie du projet Manhattan pour développer des armes atomiques pendant la Seconde Guerre mondiale et se poursuit jusqu'à la guerre froide. La Monsanto Chemical Company a mené des recherches très secretes sur l'utilisation du polonium comme initiateur d'explosions atomiques. La sœur de Parker, Juanita Parker Wynter, rapporte dans une interview que son travail était « tellement secret qu'elle ne pouvait pas en parler, même avec nous, sa famille ». 
En 1947, Parker est professeur adjoint de physique à l'université Fisk au Tennessee.  
Parker est membre de l'Institut des ingénieurs radio, de la Société américaine de physique, de Sigma Upsilon Pi et de Delta Sigma Theta. 

## Vie privée
La famille de Parker rapporte qu'elle est décédée d'une leucémie qui, selon eux, était radio-induite. La leucémie est considérée comme un risque de l'exposition professionnelle au polonium. Les travailleurs du projet Dayton ont subi des tests hebdomadaires d'excrétion de polonium. En 2000, le programme d'indemnisation des maladies professionnelles des employés du secteur de l'énergie comprenait la leucémie comme maladie indemnisable pour les travailleurs du projet Dayton qui étaient ou auraient dû être régulièrement surveillés pour les niveaux de polonium et y ont été employés pendant un certain temps.  
Parker décède à Gainesville le 3 mars 1966, à l'âge de 47 ans.  